# How She Triumphed
How She Triumphed er en amerikansk stumfilm fra 1911 af D. W. Griffith.

## Medvirkende
- Blanche Sweet som Mary
- Vivian Prescott
- Joseph Graybill
- Kate Bruce
- Florence La Badie